# Пасионаризъм
Пасионаризъм или пасионарност (от латински: passio – страст) е масова готовност за саможертва от страна на представителите на определена народност в името на добруването и успехите на своя народ. Терминът е въведен от руския учен Лев Гумильов (1912 – 1992). Това качество по своята същност се определя като антиинстинкт. Хората, носители на пасионарност, се наричат съответно пасионари. Според Гумильов пасионарността е решаващ фактор при формирането и възходящото развитие на етносите и нациите. Пасионерността е излишък на някаква „биохимична енергия“ в живата материя, която генерира саможертва в името на високи цели. Този неустоим вътрешен подтик към действие е насочен към промяна на живота и социалното статукво. При тази си дейност, пасионарите оценяват подтикналите ги висши идеи като по-ценни, отколкото дори собствения им живот, понеже целта на саможертвата им е щастието на техните съвременници и сънародници.
Пасионарната теория на Гумильов получава широка популярност в Русия след 80-те години на XX век, но е определяна в академичните среди като псевдонаучна.